# Matthew Stewart, 4. grof od Lennoxa
Matthew Stewart, 4. grof od Lennoxa (21. rujna 1516. – 4. rujna 1571.) bio je četvrti grof od Lennoxa i predvodnik katoličkoga plemstva u Škotskoj. Bio je sin Johna, 3. grofa od Lennoxa i lady Elizabeth Stewart, kćeri Johna Stewarta, 1. grofa od Atholla. Unuk mu je bio kralj Jakov VI. i I.

## Sukob s regentom Arranom (1543. – 1547.)
Matthew Stewart postao je grof od Lennoxa nakon očeve smrti, 4. rujna 1526. Proveo je većinu mladosti u Engleskoj, u egzile, ali se vratio u Škotsku kako bi istaknuo svoja prava u liniji nasljedstva, nakon što je škotski kralj Jakov V. umro 1542. U vrijeme kraljeve smrti, Lennox je imao značajno pravo na škotsko prijestolje, u slučaju da kraljeva kći i nasljednica, tek rođena kraljica Marija, umre bez djece. Lennox je bio sin drugoga rođaka kralja Jakova V., i to kao praunuk Marije Stewart, najstarije kćeri kralja Jakova II., preko njezine kćeri, lady Elizabeth Hamilton, Lennoxove bake. Međutim, James Hamilton, grof od Arrana, bio je unuk princeze Marije Stewart, te je tako imao snažnije pravo. Stoga je Lennox, u najboljem slučaju, bio treći u redu nasljedstva, i to nakon Arranovih sinova. Arran je potom postavljen za škotskoga regenta. Lennoxovi su pristaše 1543. doveli u pitanje Arranovo pravo i zakonito rođenje, predlažući da su razvod Arranova oca i njegova druga ženidba bili nevaljani.
U ožujku 1543., Lennox je stigao u dvorac Dumbarton, svoje uporište, s dva broda. Došao je u Edinburgh, ali je dobio potvrditi Arranovu poziciju na drugom mjestu u redu nasljedstva prijestolja i kao regenta. Arran je zagovarao savez s Engleskom, te je sklopio Sporazum iz Greenwicha, 1. srpnja 1543., pristajući na ženidbu između kraljice Marije i princa Edvarda Tudora, sina i nasljednika engleskoga kralja Henrika VIII. Regent Arran počeo je utvrđivati palaču Linlithgow, gdje se Marija nalazila, zajedno sa svojom majkom, škotskom kraljicom udovom Marijom od Guisea. Lennoxovi pristaše i kardinal Beaton utaborili su se oko palače, ali nisu imali topništva za napad. Njihovi su predstavnici pregovarali s Arranovim ljudima kod Kirklistona, blizu Edinburgha, te je postignut dogovor. Ubuduće, Arran je imao vladati uz savjet vijeća, a kraljica bi prešla u dvorac Stirling. Lennox je pratio kraljicu Mariju za Stirling, 26. srpnja 1543.
Iako je Lennox došao u Škotsku namamljen mogućnošću braka s kraljicom udovom, Marijom od Guisea, do rujna mu je bila ponuđena prilika da oženi lady Margaret Douglas, kći kraljice udove Margaret Tudor (koja je bila žena kralja Jakova IV. Škotskoga i sestra kralja Henrika VIII. Engleskoga), i polusestru pokojnoga kralja Jakova V. Nakon što je Lennox zadržao francuski novac i topništvo poslano Mariji od Guisea, ona mu je čak ponudila ruku svoje kćeri, kraljice Marije. Kada je škotski Parlament odbio Sporazum iz Greenwicha, Lennox je promijenio strane, te podržao vojne napore kralja Henrika VIII. da osigura brak između kraljice Marije i njegova sina, prince Edvarda, u tzv. ratu grubog udvaranja.

## Ženidba i kasniji život
Matthew Stewart je 1544. oženio lady Margaret Douglas, kći Archibalda Douglasa, 6. grofa od Angusa i kraljice udove Margaret Tudor, koja je bila u redu nasljedstva za englesko prijestolje. Imali su četvoro djece:
- Henry Stuart (r. i u. 1544.)
- Henry Stuart, lord Darnley (1545. – 1567.), koji je oženio kraljicu Mariju
- Philip Stuart (1556.)
- Charles Stuart, 1. grof od Lennoxa (1557. – 1576.), koji je oženio Elizabeth Cavendish.

Lennox i obitelj jedno su vrijeme živjeli u dvorcu Whorlton, koji mu je skupa s imanjem dodijelio kralj Henrik VIII. 
U kolovozu 1548., Lennox je dao četiri obećanja Mariji od Guisea, kako bi ona pristala na brak kraljice Marije s francuskim kraljem Franjom II. To su: da će on, njegovi prijatelji i vazali očuvati katoličku vjeru u Škotskoj; da će čuvati Stari savez Francuske i Škotske; da će Marija od Guisea ostati kraljičina skrbnica; i da će kazniti sve koji budu podržavali engleskoga kralja.
Lennox se vratio u Škotsku na traženje engleske kraljice Elizabete, za vrijeme pregovora o udaji škotske kraljice Marije, 1564. Brzo je preuzeo položaj najutjecajnijega lorda u području Glasgowa, te je kasnije postao ključnim sudionikom u sklapanju ženidbe između njegova starijeg sina, Lorda Darnleya, s kraljicom Marijom. Ostaje dvojbeno je li kraljica Elizabeta to namjeravala (kako bi odstranila prijetnju kontinentalnoga braka), kao što se nekad iznosi. Engleska je kraljica negodovala, te je zatočila Lennoxovu ženu Margaret u londonskom Toweru.
Nakon što je njegov stariji sin Darnley ubijen 1567., Lennox je bio najvatreniji zagovornik pravde protiv lordova koji su se urotili oko ubojstva. Također je postao glavnim svjedokom protiv kraljice Marije, iako je njezina umještanost u ubojstvo, navodno izvršena preko njezina kasnijega muža Jamesa Hepburna, 4. grofa od Bothwella, ostaje kontroverznom.
Lennox je 1570. postao regentom za svoga unuka, škotskoga kralja Jakova VI., ali su zagovornici kraljice Elizabete najavili rat protiv njega. Ubijen je sljedeće godine u okršaju prigodom napada na Stirling. Nadap na Stirling predvodio je George Gordon, 5. grof od Huntlyja, Claud Hamilton, 1. lord Paisley i vlastelini od Buccleucha i Ferniehurst.